# Павел II Брешианский
Павел II (Паулин II; лат. Paulus II или Paulinus II; умер в начале VI века) — епископ Брешиа в начале VI века; святой, почитаемый в Католической церкви (день памяти — 29 апреля).

## Биография
В списках глав Брешианской епархии святой Павел II упоминается как преемник Тициана и предшественник Киприана. Он был епископом в городе Брешиа в самом начале VI века: согласно историческим источникам, Павел II не мог стать главой епархии ранее 500 года и перестать им быть позднее 528 года.
О деяниях Павла II как главы Брешианской епархии почти ничего не известно. Скорее всего, именно он повелел построить церковь Сан-Эусебио-аль-Голетто, в которой в 1497 году были похоронены мощи святого епископа Павла I.
Вероятно, сам Павел II был погребён в основанном им храме. Однако в XV веке его останки уже находились в оратории церкви Сан-Пьетро-ин-Оливето. Здесь вместе с останками других брешианских святых (епископов Киприана и Деусдедита, а также мученика Эвазия) мощи Павла II были обретены в феврале 1453 года. В 1455 году реликвии этих святых были помещены в специально сделанные мраморные раки. В настоящее время в этом храме находится честная глава Павла II, а остальные его мощи в августе 1798 года были перенесены в церковь Сант-Агата.
Также как и все главы Брешианской епархии III—VII веков от Анатолия до Деусдедита, ещё в средневековье Павел II был причислен к местночтимым святым. Первые свидетельства о существовании в Брешиа культа святого Павла II относятся к XI веку. Сначала Павел II поминался вместе с другими святыми епископами Брешиа (Павлом I, Сильвином, Киприаном и Деусдедитом) в четвёртое воскресенье после Пасхи. Также 9 и 14 февраля отмечались дни перенесения его мощей. Позднее имя Павла II Брешианского было внесено в «Римский мартиролог» для почитания всеми католиками. В настоящее время этот святой поминается 29 апреля.